# Élections sénatoriales de 1998 dans l'Eure
Les élections sénatoriales dans l'Eure ont eu lieu le dimanche 27 septembre 1998. 
Elles ont eu pour but d'élire les sénateurs représentant le département au Sénat pour un mandat de neuf années.

## Contexte départemental
Lors des élections sénatoriales du 24 septembre 1989 dans l'Eure, un sénateur UDF-Rad, un RPR et un UDF-PR ont été élus, Henri Collard, Alain Pluchet et Joël Bourdin.
Depuis, tous les effectifs du collège électoral des grands électeurs ont été renouvelés, avec les élections législatives françaises de 1997, les élections régionales françaises de 1998, les élections cantonales de 1994 et 1998 et les élections municipales françaises de 1995.

## Sénateurs sortants
| Sénateur | Sénateur      | Parti | Fonctions lors de l'élection en 1989                                    |
| -------- | ------------- | ----- | ----------------------------------------------------------------------- |
|          | Henri Collard | UDF   | Sénateur sortant, président du conseil général, maire de Lyons-la-Forêt |
|          | Joël Bourdin  | UDF   | Conseiller général, maire de Bernay                                     |
|          | Alain Pluchet | RPR   | Sénateur sortant, maire du Thuit                                        |

## Présentation des candidats
Les nouveaux représentants sont élus pour une législature de 9 ans au suffrage universel indirect par les 1639 grands électeurs du département. 
Dans l'Eure, les sénateurs sont élus au scrutin majoritaire à deux tours.
| Candidats | Candidats             | Parti | Principale fonction                                        |
| --------- | --------------------- | ----- | ---------------------------------------------------------- |
|           | Andrée Oger           | PCF   | Conseillère générale, maire de Croth                       |
|           | Michel Larmanou       | PCF   | Conseiller général, maire de Gisors                        |
|           | Gaëtan Lévitre        | PCF   | Conseiller général, maire d'Alizay                         |
|           | Patrick Delattre      | MDC   | Maire de Grainville                                        |
|           | Pascal Labbé          | Verts | Adjoint au maire de Louviers                               |
|           | Daniel Lesouhaitier   | PS    |                                                            |
|           | Pierre Vittori        | PS    | Conseiller général, maire de Breteuil-sur-Iton             |
|           | Jacques Poletti       | PS    | Conseiller général, maire de Vandrimare                    |
|           | Franck Martin         | PRG   | Conseiller régional, conseiller général, maire de Louviers |
|           | Ladislas Poniatowski  | UDF   | Député, conseiller général, maire de Quillebeuf-sur-Seine  |
|           | Joël Bourdin          | UDF   | Sénateur sortant, conseiller général, maire de Bernay      |
|           | Gérard Pizel          | DVD   |                                                            |
|           | Jean-Luc Miraux       | RPR   | Conseiller général, maire de Pacy-sur-Eure                 |
|           | Françoise Charpentier | RPR   | Conseillère générale, maire de Damville                    |
|           | Yves Dupont           | FN    | Conseiller régional, conseiller municipal d'Évreux         |

## Résultats
| Candidat et parti politique | Candidat et parti politique | Candidat et parti politique | Premier tour | Premier tour | Second tour | Second tour |
| Candidat et parti politique | Candidat et parti politique | Candidat et parti politique | Voix         | %            | Voix        | %           |
| --------------------------- | --------------------------- | --------------------------- | ------------ | ------------ | ----------- | ----------- |
|                             | Joël Bourdin                | UDF                         | 976          | 61,04        |             |             |
|                             | Jean-Luc Miraux             | RPR                         | 926          | 57,91        |             |             |
|                             | Ladislas Poniatowski        | UDF                         | 663          | 41,46        | 900         | 60,61       |
|                             | Françoise Charpentier       | RPR                         | 468          | 29,27        | Retrait     | Retrait     |
|                             | Pierre Vittori              | PS                          | 332          | 20,76        | 463         | 31,18       |
|                             | Jacques Poletti             | PS                          | 305          | 19,07        | Retrait     | Retrait     |
|                             | Franck Martin               | PRG                         | 285          | 17,82        | Retrait     | Retrait     |
|                             | Andrée Oger                 | PCF                         | 153          | 9,57         | Retrait     | Retrait     |
|                             | Marcel Larmanou             | PCF                         | 152          | 9,51         | Retrait     | Retrait     |
|                             | Gaëtan Lévitre              | PCF                         | 133          | 8,32         | Retrait     | Retrait     |
|                             | Yves Dupont                 | FN                          | 93           | 5,82         | 67          | 4,51        |
|                             | Pascal Labbé                | Verts                       | 57           | 3,56         | 39          | 2,63        |
|                             | Patrick Delattre            | MDC                         | 22           | 1,38         | Retrait     | Retrait     |
|                             | Gérard Pizel                | DVD                         | 22           | 1,38         | 12          | 0,81        |
|                             | Daniel Lesouhaitier         | PS                          | 6            | 0,38         | 4           | 0,27        |
|                             |                             |                             |              |              |             |             |
| Inscrits                    | Inscrits                    | Inscrits                    | 1 639        |              | 1 639       |             |
| Abstentions                 | Abstentions                 | Abstentions                 | 32           | 1,95         | 75          | 4,58        |
| Votants                     | Votants                     | Votants                     | 1 607        | 98,05        | 1 564       | 95,42       |
| Blancs et nuls              | Blancs et nuls              | Blancs et nuls              | 8            | 0,50         | 79          | 5,05        |
| Exprimés                    | Exprimés                    | Exprimés                    | 1 599        | 99,50        | 1 485       | 94,95       |